# Krenopsectra nohedensis
Krenopsectra nohedensis är en tvåvingeart som beskrevs av Moubayed och Langton 1996. Krenopsectra nohedensis ingår i släktet Krenopsectra och familjen fjädermyggor.
Artens utbredningsområde är Frankrike. Inga underarter finns listade i Catalogue of Life.